# Daphnusa orbifera
Daphnusa orbifera är en fjärilsart som beskrevs av Walker 1862. Daphnusa orbifera ingår i släktet Daphnusa och familjen svärmare. Inga underarter finns listade i Catalogue of Life.